# Eszmeralda
Az Eszmeralda spanyol eredetű női név, a jelentése smaragd.

## Gyakorisága
Az 1990-es években szórványos név, a 2000-es években nem szerepel a 100 leggyakoribb női név között.

## Névnapok
- március 16.[2]
- augusztus 8.[2]

## Alíz
Victor Hugo, A párizsi Notre Dame című művének női szereplője